# Grande Armée
Pour les articles homonymes, voir Grande Armée (homonymie) et Armée impériale.
La Grande Armée est l'armée impériale de Napoléon Ier de 1804 à 1814 et pendant l'épisode des Cent-Jours en 1815. Napoléon en occupe personnellement la tête. Napoléon organise la levée de 185 000 hommes durant le Consulat et plus de deux millions de soldats durant l'Empire, soit 36 % des mobilisables et 7 % de la population totale (un siècle plus tard, la Première Guerre mondiale mobilise huit millions d'hommes et 20 % de la population totale).
Habile propagandiste, Napoléon a forgé le mythe des grognards (surnom que se donnent les soldats de la Grande Armée qui ne cessent de se plaindre de leurs conditions de vie mais qui sont stimulés par l'appétit de gloire et de reconnaissance sociale), avec lesquels il a créé un lien quasi mystique, « se plaisant à les montrer d'une nature généreuse et loyale, avec un sens remarquable de l'honneur militaire et une réelle dévotion pour la France. Mais les sources de la légende des vétérans les montrent plus encore prêts au service de Napoléon qu'à celui de la patrie ».

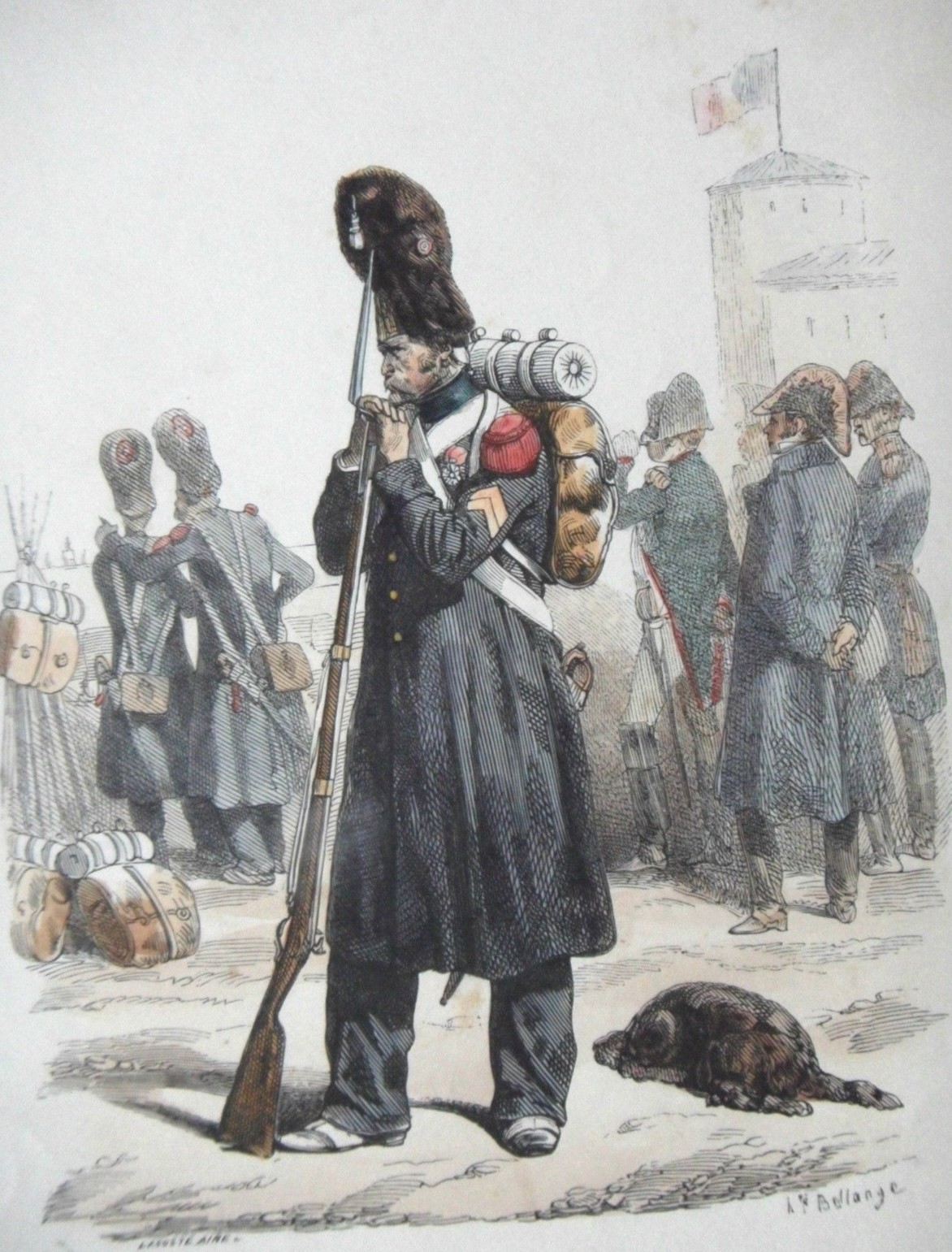
Chez les grenadiers de la Vieille Garde, le port de la moustache, des favoris en crosse de pistolet, des cheveux longs portés en cadenettes avec la queue, et d'un anneau d'or à l'oreille, contribue à leur donner cette silhouette de grognard.

## Historique

### La première Grande Armée

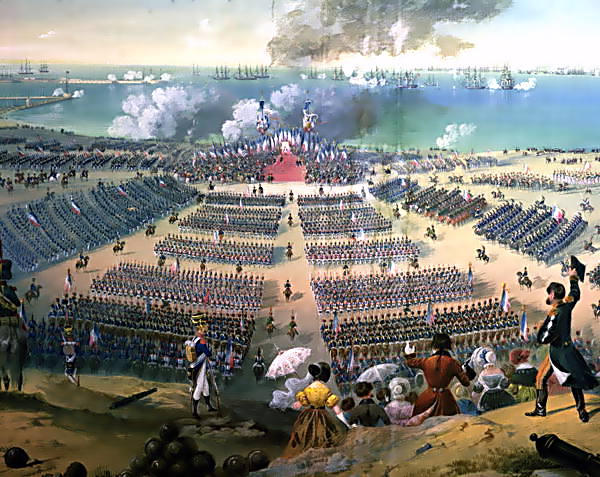
Inspection de l'armée le 15 août 1804 à Boulogne.

Voulant envahir l'Angleterre à la suite de la rupture de la paix d'Amiens, Napoléon reconstitua l'armée des côtes de l'Océan et l'installa au camp de Boulogne en 1804. La coalition formée par l'Angleterre, l'Autriche et la Russie changea les plans de ce débarquement et Napoléon décida que pour affronter cette troisième coalition, il fallait envoyer son armée de conscription vers l'Autriche. La première citation de l'appellation « Grande Armée » apparut dans une lettre de l'empereur au maréchal Berthier le 29 août 1805, jour où Napoléon leva le camp de Boulogne pour emmener ses hommes vers le Rhin.
Les bulletins qui racontaient les exploits de cette armée lors des batailles d'Ulm et d'Austerlitz s'appelaient le Bulletin de la Grande Armée diffusé dans toute la France, popularisant le terme de « Grande Armée ».
Elle comportait au départ sept corps d'armée (surnommés « les sept torrents » commandés par les maréchaux Bernadotte, Davout, Soult, Lannes, Ney et Augereau et par le général Marmont) qui s'illustrèrent lors des campagnes de 1805, 1806 et 1807 (ils sont rejoints le 1er octobre 1806 par le 8e corps sous Mortier et le 9e – composé des alliés bavarois, badois et wurtembergeois de la France – sous le prince Jérôme Bonaparte, en 1807 par le 10e corps sous Lefebvre). Elle fut ébranlée le 8 février 1807 lors de la bataille d'Eylau où elle perdit 8 % de ses effectifs et contraint Napoléon à faire appel à des contingents étrangers. Toutefois, la victoire finale à Friedland fut essentiellement remportée par les vétérans français de cette Grande Armée (voir ordre de bataille de Friedland).
La Grande Armée fut dissoute à l’occasion de l'entrevue d'Erfurt entre Napoléon et le tsar, du 27 septembre au 12 octobre 1808. Napoléon avait besoin de renforcer ses troupes engagées dans la guerre d'Espagne et du Portugal, où elles venaient de subir d'importants revers (la capitulation de Baylen en juillet 1808 qui élimina la menace française en Andalousie et la défaite de Vimeiro, suivie de la convention de Cintra en août 1808, qui marqua l'évacuation du Portugal). Napoléon devait ainsi retirer des contingents d'Europe centrale pour renforcer l'armée d'Espagne dans la perspective de l'offensive qu'il avait décidé de diriger en personne à partir de début novembre 1808. Il profita de ces mouvements de troupes pour tenter d'apaiser les inquiétudes du Tsar Alexandre : des troupes françaises tenaient encore garnison en Prusse et à Dantzig. Le décret d'Erfurt daté du 12 octobre 1808 précise d'une part que « le corps de troupes qui restera en Allemagne prendra le nom d’armée du Rhin », sous commandement du maréchal Davout et que d'autre part « le corps de troupes qui restera sous les ordres du maréchal prince de Ponte-Corvo [le maréchal Bernadotte], dans les villes hanséatiques, prendra le nom de corps de troupes du gouvernement des villes hanséatiques ». Le nom d'armée du Rhin devait suggérer que cette armée tiendrait désormais une position défensive sur cette frontière de l'Empire français que constituait le Rhin, et non une position offensive en Allemagne ou en Pologne. Beaucoup de soldats issus de la Grande Armée de 1805-1808 mourront dans la péninsule ibérique durant les sept années de conflit (1808-1814).
Au début de 1809, la menace d'une offensive autrichienne en Bavière et en Italie amena Napoléon à redéployer ses forces sur ces futurs théâtres d'opération, en mobilisant les effectifs constitués en quelques mois par la conscription, alors que la plupart des troupes aguerries continuaient de combattre en Espagne. Le 8 avril 1809, il indiqua dans un courrier au maréchal Berthier que « […] à dater du 1er avril, toutes les troupes que j’ai en Allemagne seront connues sous le titre d’armée d’Allemagne, dont je me réserve le commandement en chef […] ». Cette armée d'Allemagne allait connaître de durs combats face à l'armée autrichienne sous le commandement de l'Archiduc Charles, entre avril et juin 1809, et rejointe par l'armée d'Italie commandée par le vice-roi Eugène, elle put achever la campagne victorieusement à Wagram et Znaïm.

### La deuxième Grande Armée

et sa Grande Armée anéantie par le froid et le harcèlement russe pendant la retraite de Russie : la Vieille Garde forme le dernier carré pour couvrir l’empereur.

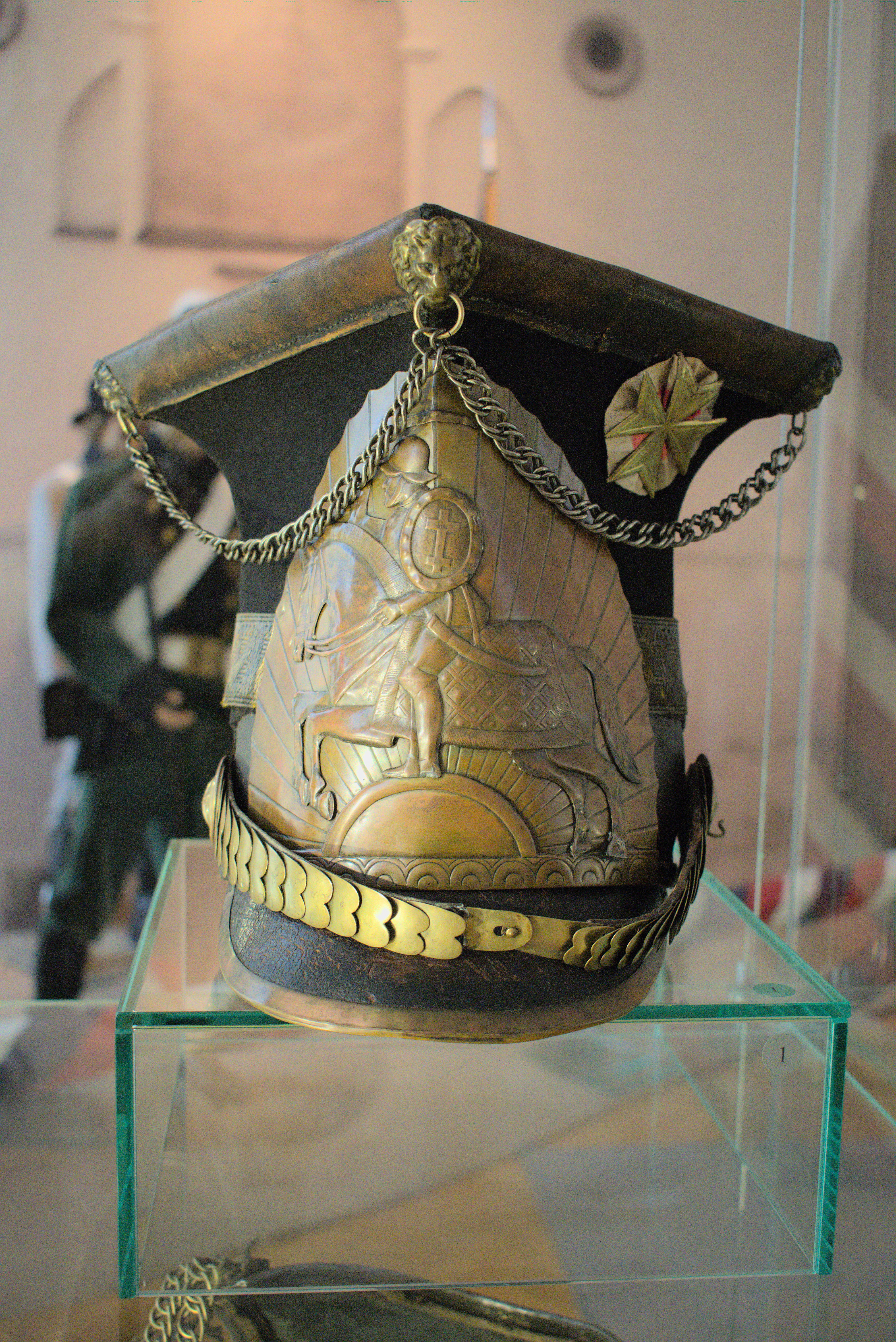
Chapeau de soldat aux armoiries de la Lituanie - Vytis du de uhlans lituaniens (Grande Armée).

La deuxième Grande Armée fut créée officieusement à la fin de l'année 1811 (note de Berthier) en préambule à la campagne de Russie. Sa composition est toutefois beaucoup moins homogène que la « Première » avec notamment l'intégration de très larges contingents étrangers et le recours de plus en plus régulier à la conscription pour compenser les pertes françaises. En 1813-1814, on assiste ainsi au gonflement considérable des effectifs de la Garde (environ 50 000 hommes en 1812, 90 000 en 1813, 110 000 en 1814). Cette inflation s'explique par la création, à côté des unités mises sur pied dans l'infanterie de ligne ou légère par l'incorporation des Marie-Louise, les jeunes conscrits qui combattent aux côtés des vieux grognards, de nouveaux régiments, notamment 19 régiments de voltigeurs et 19 régiments de tirailleurs, et par l'essor pris par la Jeune Garde, décisive lors des campagnes d'Allemagne en 1813 et de France en 1814.
Elle combattit quasiment continuellement depuis le début de la campagne de Russie en juin 1812 jusqu'à la fin de la campagne de France en avril 1814.
Elle atteignit un maximum de 680 000 hommes en 1812, au départ de l'invasion de la Russie. En réalité, cette armée n'était plus à proprement parler "française" ; Madame de Staël l'a bien remarqué, notant au sujet de l'armée de Napoléon : « Ses armées, par-delà le Rhin, ne tenaient plus à la France ; elle ne défendaient plus les intérêts de la nation, elles ne servaient que l'ambition d'un seul homme ; il n'y avait rien en cela qui pût réveiller l'amour de la patrie ; et loin de souhaiter alors le triomphe de ses troupes, étrangères en grande partie, on pouvait considérer leurs défaites comme un bonheur même pour la France ». Ainsi cette armée, recrutée parmi les diverses populations européennes, comprenait :
- 350 000 Français, si on y compte les Belges et les Hollandais
- 98 000 Biélorusses, Polonais et Lituaniens
- 35 000 Autrichiens
- 25 000 Italiens
- 24 000 Bavarois
- 20 000 Saxons
- 20 000 Prussiens
- 17 000 Westphaliens
- 15 000 Suisses
- 4 000 Espagnols
- 4 000 Portugais
- 3 500 Croates

À l'exception des Autrichiens, des Polonais et des Prussiens, les divers contingents étaient sous commandement de généraux et de maréchaux français.

### La nouvelle Grande Armée (1813)
À la suite de la défaite de la Grande Armée en Russie durant l'année 1812 et la destruction de la quasi-totalité de cette dernière, Napoléon doit former de nouvelles troupes, pour cela sa composition change, elle est désormais majoritairement composée de conscrits de 21 à 23 ans.
Elle sera composée de :
138 000 conscrits
80 000 soldats de la Garde Nationale
45 000 vétérans de l'armée d'Espagne
20 000 survivants de la Russie
16 000 hommes de la Marine
Elle n'a presque plus de cavalerie et son artillerie est faible, durant le début de la campagne de Saxe, elle s'oppose aux Coalisés lors des batailles de Lützen et Bautzen, malgré les victoires, l'usure se fait sentir, lors de chaque bataille les pertes françaises sont deux fois supérieures à celle de ses ennemis.
L'armistice de Plazwitz qui s'ensuit permet à Napoléon d'étendre le recrutement. L'armée compte en juillet 368 000 miliaires, la cavalerie est reconstituée ainsi que l'artillerie. C'est là un dernier souffle, en août reprend la guerre, l'armée s'illustre lors de la bataille de Dresde, où elle inflige une terrible défaite aux Autrichiens sous le contrôle de l'empereur, mais ses maréchaux n'auront pas son talent.
Ainsi Oudinot est défait à Großbeeren, Macdonald à Kaztabach durant cette dernière, la nouvelle cavalerie fut poussée à la mer, puis Vandamme à Kulm trois jours seulement après Dresde, enfin Ney est défait à Dennewitz le 6 septembre. Toutes ces défaites infligent un lourd coup à l'armée française qui y perd près de 100 000 hommes en deux mois.
À cet instant l'armée française se replie vers l'Elbe, l'empereur des Français parvient à tenir à l'écart les Coalisés jusqu'à ce que Bennigsen arrive en renfort. Napoléon doit alors faire face avec 200 000 hommes à plus de 360 000 coalisés, avec la menace de l'armée du Nord et de l'armée de Silésie au Nord et à la progression rapide de Bennigsen et de Schwarzenberg au sud. Il décide d'ordonner la concentration de son armée autour de Leipzig afin de livrer une grande bataille. La bataille de Leipzig s'achève après quatre jours sur une défaite cuisante, avec 47 000 morts, 70 000 hommes faits prisonniers et la fuite du reste de ses troupes. Napoléon quitte la Saxe avec 25 000 hommes, cela marque le début de la fin pour la Grande Armée.

## Une armée mobile et fidèle à l'Empereur

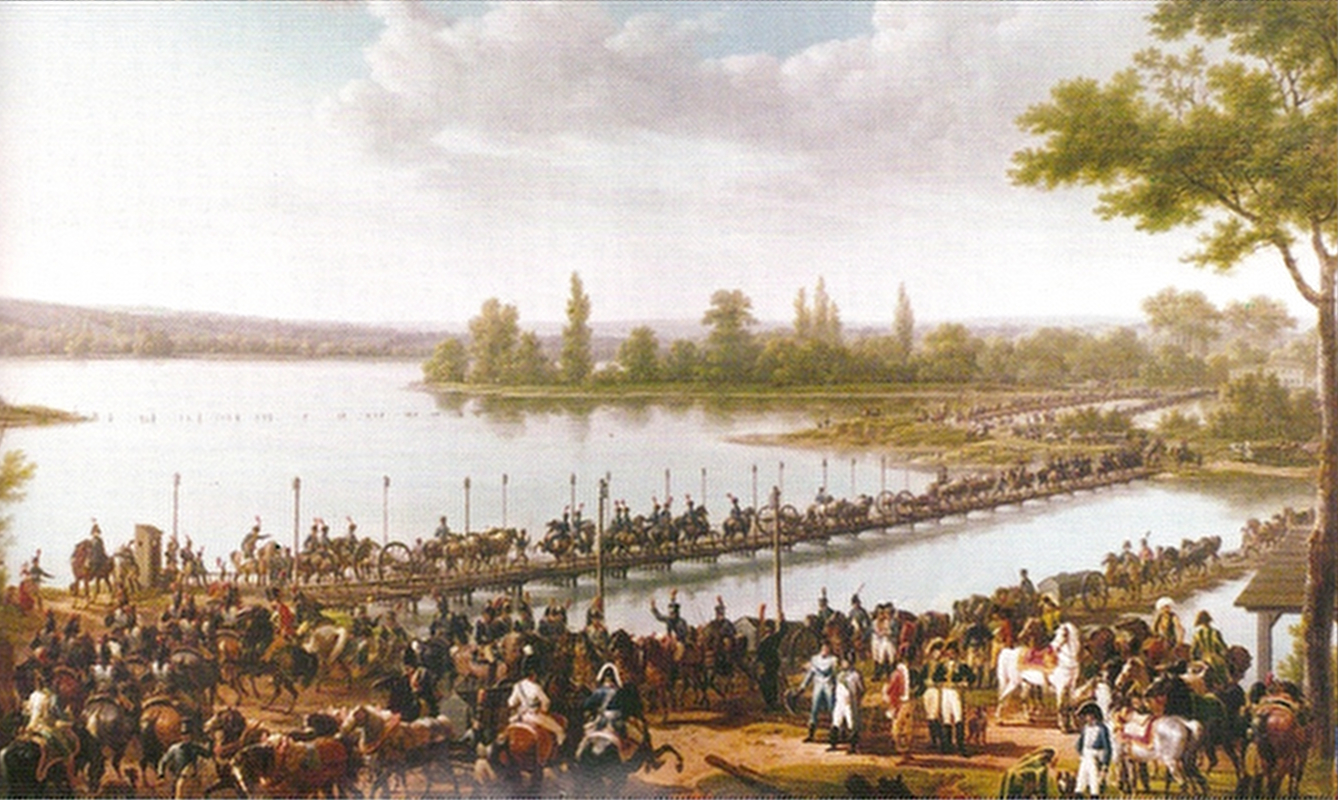
La Grande Armée franchissant le Danube pendant la bataille de Wagram : les chevaux de trait et les pontonniers contribuent à la rapidité des mouvements de l'armée. Dessin de Jacques Swebach.

Napoléon fait parcourir de très grandes distances à son armée (30 km par jour en marche normale, 50 km en marche forcée, voire plus comme ce fut le cas du corps de Davout, et en particulier de la division Friant, la veille d'Austerlitz, ce qui provoque des pertes dans les régiments : des soldats tombent de fatigue ou se cassent les pieds en marchant), et très rapidement, la rapidité de manœuvre est un élément décisif de ses victoires (voir notamment Austerlitz, Friedland). Au total, des dizaines de milliers de kilomètres sont parcourus par les soldats, qui de 1805 à 1814 prennent part aux campagnes d'Autriche, d'Allemagne, d'Espagne et de Russie. Cette mobilité est due en partie à la division de la Grande Armée en plusieurs corps d'armée.
La Grande Armée bénéficie ainsi d'une grande mobilité stratégique qui lui confère un ascendant décisif sur ses adversaires. Cette mobilité est toutefois très réduite pendant la campagne de Russie, une partie de l’intendance utilisant des chars à bœufs.
Après la retraite de Russie où la plupart des chevaux sont perdus et une grande partie des bagages capturée par les cosaques, la cavalerie et le train sont reconstitués avec des chevaux peu exercés, souvent blessés par leurs harnais neufs. L'habitude se prend de faire marcher les chariots en files serrées, parfois à deux ou trois files de front si la largeur de la route le permet, en pressant le pas pour éviter toute dispersion, ce qui impose une fatigue supplémentaire aux chevaux.
Il faut noter que les chaussures des soldats étaient du même modèle pour les deux pieds, ce qui permettait aux soldats de n'avoir qu'une chaussure de rechange dans le sac pour chaque étape.

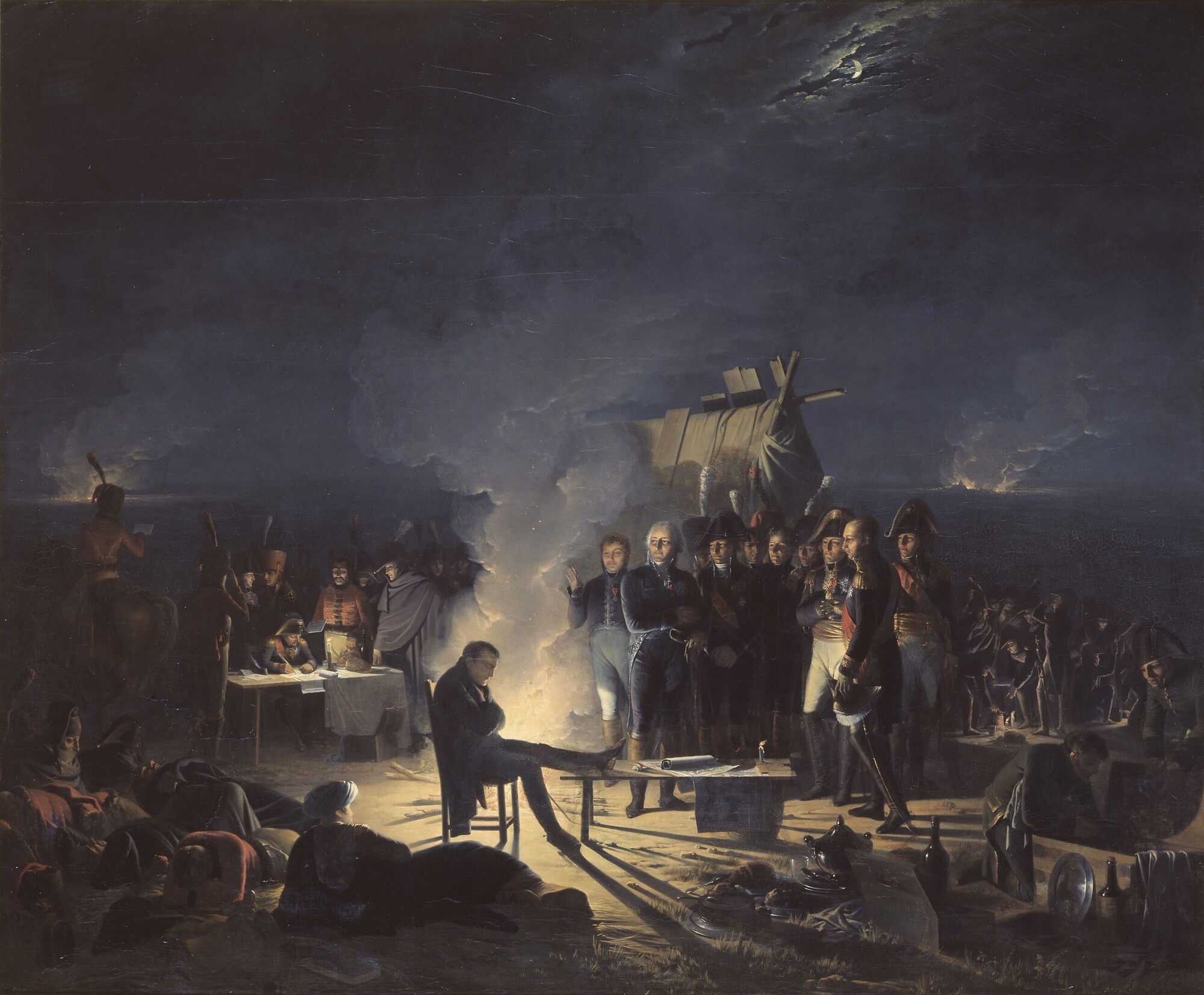
Napoléon se repose un moment, sur le champ de bataille de Wagram, son personnel et ses ménages travaillant autour de lui.

Outre sa taille, la Grande Armée est marquée par l'inébranlable fidélité des hommes la composant – des grognards aux « Marie-Louise » et des artilleurs aux officiers de santé – envers l'Empereur et sa politique de conquêtes.
Rompus à une discipline de fer, exténués par les marches forcées et les fréquentes batailles, souvent mal vêtus, mal nourris, mal soignés, payés avec retard, ces hommes font preuve d'un courage et d'un dévouement héroïques jusqu'à la chute de l'Empire. En effet, après une légère lassitude et un certain découragement à la fin de 1813, la plupart des conscrits récalcitrants sont stimulés à l'annonce de la résurrection de l'Empire, durant les Cent-Jours, et l'ensemble de la Grande Armée se bat à Waterloo avec une énergie farouche et retrouvée.
Apparemment surprenant, ce phénomène s'explique, d'une part, par le fait que les officiers de la Grande Armée ne touchèrent durant la Première Restauration qu'une demi-solde (d'où leur surnom), mais peut-être surtout du fait que rarement l'ensemble d'une armée ne s'était sentie autant motivée et galvanisée pour porter les armes en territoire ennemi. Les hommes de la Grande Armée étaient les héritiers idéologiques d'une Révolution partant en guerre contre la vieille Europe monarchique. Enfin, si certains soldats rêvaient au bâton de Maréchal, beaucoup pensaient obtenir comme récompense suprême la Légion d'honneur.
En France, la légende de la Grande Armée est indiscutablement liée à celle de Napoléon Ier, mais aussi à celle des seize maréchaux lui ayant fait conquérir le plus grand empire territorial – de Hambourg à Rome et de Brest à Varsovie – que la France ait jamais eu.
Dans les pays adverses, la Grande Armée laisse au contraire l'image d'une armée particulièrement violente et meurtrière, mais aussi immensément puissante et importante.